# Parectopa lyginella
Parectopa lyginella là một loài bướm đêm thuộc họ Gracillariidae. Loài này có ở New South Wales.